# Xích Phong
Xích Phong (chữ Hán giản thể: 赤峰市, bính âm: Chìfēng Shì, âm Hán Việt: Xích Phong thị) là một thành phố tại Khu tự trị Nội Mông, Cộng hòa Nhân dân Trung Hoa. Thành phố này có diện tích 90.275 ki-lô-mét vuông, dân số 4,518 triệu người (năm 2003). Mã số bưu chính là 024000, mã vùng điện thoại là 0476. Về mặt hành chính, thành phố này được chia thành 12 đơn vị cấp huyện gồm 3 quận, 2 huyện và 7 kỳ.
- Quận: Hồng Sơn, Nguyên Bảo Sơn, Tùng Sơn.
- Huyện: Ninh Thành, Lâm Tây.
- Kỳ: Ba Lâm Hữu, Khách Đạt Thấm, Ba Lâm Tả, Ngao Hán, A Lỗ Khoa Nhĩ Thấm, Ông Ngưu Đặc, Khắc Thập Khắc Đằng.